# بوریس آسافیف
بوریس ولادیمیرویچ آسافیف (روسی: Бори́с Влади́мирович Аса́фьев؛ ۲۹ ژوئیهٔ ۱۸۸۴ – ۲۷ ژانویهٔ ۱۹۴۹) یک آهنگساز، موسیقی‌شناس، نویسنده و منتقد موسیقی و رهبر ارکستر اهل روسیه بود.
او از بنیان‌گذاران «موسیقی‌شناسی اتحاد جماهیر شوروی» بود و با نام مستعار «ایگور گلبوف» کتاب‌هایی در زمینه موسیقی نگاشته است. وی یکی از افراد تأثیرگذار در موسیقی روسیه محسوب می‌شود.
بوریس آسافیف بابت فعالیت‌های هنری‌اش، برنده جوایزی همچون «نشان استالین»، نشان لنین و جایزه هنرمند مردمی اتحاد جماهیر شوروی شده است.